# Ocyptamus callidus
Ocyptamus callidus är en tvåvingeart som först beskrevs av James Stewart Hine 1914.  Ocyptamus callidus ingår i släktet Ocyptamus och familjen blomflugor.
Artens utbredningsområde är Guatemala. Inga underarter finns listade i Catalogue of Life.